# Броды (Рамешковский район)
Броды  — деревня в Рамешковском районе Тверской области.

## География
Находится в восточной части Тверской области на расстоянии приблизительно 27 км на юг-юго-запад по прямой от районного центра поселка Рамешки.

## История
Известна с XVI века как деревня с 3 дворами. В 1859 году карельское владельческое сельцо с 1 двором, также и в 1887 году. В советское время работали колхоз «Новый путь», совхоз «Броды», колхозы «2-я пятилетка» и «Кушалино». В 2001 году оставшиеся 3 дома принадлежали наследникам и дачникам. До 2021 входила в сельское поселение Кушалино Рамешковского района до их упразднения.

## Население
Численность населения: 14 человек (1859 год), 14 (1887), 1 (русские 100 %) в 2002 году, 0 в 2010.